# Тату Юльонен
Тату Юльонен (на фински: Tatu Ylönen) е софтуерният разработчик на SSH протокола. Той е също познат като основателя на фирмата SSH Communications Securityn преименувана по-късно в Tectia.
Юльонен е създател на множество RFC документи на IETF стандарти. SSH е един от основните стандарти на Интернет.